# Piet Brons
Pieter Emo (Piet) Brons (Nieuwolda, 13 augustus 1913 – Zuidhorn, 23 mei 2003) was een Nederlands politicus van de ARP.
Hij werd geboren als zoon van Eltjo Brons (1874-1955; manufacturier) en Alberdina Goelema (1884-1965). Hij was commies-chef bij de gemeentesecretarie van Achtkarspelen voor hij eind 1945 benoemd werd tot gemeentesecretaris van Bierum. In juli 1958 werd Brons daar benoemd tot burgemeester en vanaf september 1973 was hij tevens burgemeester van 't Zandt. In september 1978 ging Brons met pensioen en midden 2003 overleed hij op 89-jarige leeftijd.